# Эрва шерстистая
Эрва шерстистая, или пол-пала (лат. Aerva lanata) — травянистое растение семейства Амарантовые, вид рода Эрва.

## Ботаническое описание
Двулетнее травянистое растение, достигающее в высоту 140 см. Имеет стержневой корень серого-белого цвета с немногочисленными боковыми ответвлениями. Длина корня до 18 см, диаметр до 7 мм.
Стебли зелёного цвета, сильно ветвятся, могут быть и прямостоящими, и стелющимися. Диаметр до 1 сантиметра. Листья очередные, коротко-черешковые, имеющие эллиптическую или почти круглую форму, цельнокрайные, опушённые. Длина листьев до 2 сантиметров, ширина до 1,5 сантиметров.
Цветки пятичленные, мелкие и невзрачные, с простым кремовым или беловато-зелёным околоцветником, имеющие кроющий листок при основании и два прицветника. Цветки собраны в многочисленные колосовидные соцветия.
Плод округлый, небольших размеров, коробочкообразный с удлинённым носиком.

## Ареал
Растение произрастает во многих странах Африки, Саудовской Аравии, Индии, Индонезии, Папуа Новой Гвинее и Австралии. На территории бывшего СССР в диком виде не встречается. С 1977 года выращивается во влажных субтропиках Грузии.
В настоящее время культивируется в Краснодарском крае.

## Химический состав
Трава эрвы шерстистой содержит индольные алкалоиды эрвин, метилэрвин, эрвозид, эрволанин, ферулоиламиды, фенольные кислоты, флавоноиды: ацилгликозиды тилирозид, кумароил-тилирозид, эрвитрин, нарциссин, тритерпеноиды, пектиновые вещества, производные лупеола и олеановой кислоты.

## Применение
Используется как гипоазотемическое и диуретическое средство при заболеваниях мочевыделительной системы: пиелонефритах, циститах, уретритах, мочекаменной болезни, подагре, спондилозе. Так как в траве содержится большое количество нитрата калия, это делает эрву калийсберегающим диуретиком.